# Cecidopimpla ronnai
Cecidopimpla ronnai är en stekelart som beskrevs av Brethes 1920. Cecidopimpla ronnai ingår i släktet Cecidopimpla och familjen brokparasitsteklar. Inga underarter finns listade.